# Манн, Хорас (ботаник)
Хо́рас Манн-младший (англ. Horace Mann Jr.; 1844—1868) — американский ботаник немецкого происхождения.

## Биография
Хорас Манн-младший родился в Бостоне 25 февраля 1844 года в семье реформатора системы образования Хораса Манна-старшего и его второй жены Мэри Тайлер Пибоди. Начальное образование получал дома. В 1861 году Манн-младший сопровождал натуралиста Генри Дэвида Торо во время поездки в Миннесоту.
Осенью 1861 года Манн был записан в Научную школу Лоренса при Гарвардском университете, где посещал лекции Луи Агассиса по зоологии и Эйсы Грея по ботанике. В 1864 году Хорас вместе с профессором Йельского университета Уильямом Тафтсом Брайямом посетил Гавайские острова, где пара учёных открыла несколько новых видов растений.
11 ноября 1868 года Хорас Манн скоропостижно скончался от туберкулёза в возрасте 24 лет.
Около 12 500 образцов растений из гербария Манна были в 1870 году приобретены Эндрю Диксоном Уайтом для создания гербария Корнеллского университета (CU).

## Некоторые научные публикации
- Mann, H. Enumeration of Hawaiian Plants (англ.) // Proc. Amer. Acad. Arts Sci.[англ.] : journal. — 1867. — Vol. 7. — P. 143—235.
- Mann, H. Catalogue of phaenogamous plants of the United States. — 1. — 1868. — 56 p.
- Brigham, W.T.; Mann, H. Four new genera of Hawaiian plants (неопр.) // Mem. Boston Soc. nat. Hist.. — 1869. — Т. 1, № 4. — С. 529—541.

## Роды растений, названные в честь Х. Манна
- Hesperomannia A.Gray, 1865